# تول (عائلة جينية)
جينات التول (بالإنجليزية: toll genes)‏ تعمل على تشفير أعضاء من فئة البروتينات هي مستقبلات شبيه التول
تم التعرف على الطفرات في جين التول في عام 1995 من قبل الحائزين على جائزة نوبل كريستيان نوسلاين-ڤولهارد واريك فيشاوس وزملاؤه في دراسة ذبابة الفاكهة دروسوفيلا ميلانو چاستر عام 1985، واستنسخت من قبل مختبر كاثرين أندرسون في عام 1988. ومنذ ذلك الحين، تم تحديد ثلاثة عشر جين تول للثدييات.
في الذباب، تم تحديد جين التول كجين مهم في تكوين الجنين في إنشاء المحور الظهري-البطني، في 1996، وجد أن التول له دور في مناعة الذباب للإصابة بالفطريات. كل من جينات الثدييات واللافقاريات مطلوبة من أجل المناعة الطبيعية.
تم تحديد مستقبلات شبه التول في الثدييات في 1997 في جامعة ييل من قبل رسلان ميدجيتوف وتشارلز جانواي. وفي الوقت نفسه، اكتشفت دراستان منفصلتان، بقيادة بواسطة شيزو أكيرا وبروس بيوتلر وزملاؤهما اكتشف أن المستقبلات الشبيهة بالأوتار (TLRs) تعمل كمجرد أجهزة الاستشعار الرئيسية للعدوى في الثدييات.
اسم عائلة الجينات مستمد من تعبير كريستيان نوسلاين-فولهارد عام 1985، "Das ist ja toll!" التعجب، الذي يترجم «هذا مدهش!» كان في إشارة إلى الجزء البطني المتخلف من يرقة ذبابة الفاكهة. الوصف «تول» هو وصف بالألمانية يعني «مذهلة» أو «عظيمة».

## وصلات خارجية
- Toll+protein,+Drosophila في المكتبة الوطنية الأمريكية للطب نظام فهرسة المواضيع الطبية (MeSH).